# Robert Kristan
Robert Kristan (* 4. dubna 1983, Jesenice, Jugoslávie) je slovinský hokejový brankář hrající v týmu Piráti Chomutov v české nejvyšší hokejové lize Tipsport extraliga.

## Kariéra
Kristan začínal svojí kariéru v mládežnických výběrech klubu HK Acroni Jesenice a ve slovinské nejvyšší Slohokej lize debutoval v sezóně 2000-01. S výjimkou sezóny 2002-03, kterou strávil v týmu HDD Olimpija Lublaň byl věrný Jesenicím po mnoho let a během té doby se vypracoval na jednoho z nejuznávanějších brankářů ve Slovinsku. Po několika zápasech v mládežnickém reprezentačním výběru dostal šanci chytat za slovinskou reprezentaci dospělých, kde si brzy vydobyl pozici prvního brankáře. V roce 2006 se rozhodl pro první angažmá v zahraničí a připojil se k týmu Brynäs IF, který hrál druhou švédskou nejvyšší soutěž HockeyAllsvenskan. Jeho původní tým z Jesenic mezitím začal hrát rakouskou nejvyšší soutěž Erste Bank Eishockey Liga a Kristan se do Jesenic po roce vrátil. Před sezónou 2008-09 se vrátil do Švédska, kde nastupoval za druholigový tým Mora IK a kde odehrál pouze tuto jednu sezónu, než před sezónou 2009-10 odešel hrát do rakouské nejvyšší ligy za chorvatský tým KHL Medveščak, kde se zhostil pozice prvního brankáře a díky svým výkonům mu klub na konci sezóny 2010-11 prodloužil smlouvu. V prosinci 2016 ho osobně odprosil veliký manažer Pardubic Pavel Rohlík, aby se vrátil do Dynama, avšak neúspěšně.

## Úspěchy

### Individuální úspěchy
- Nejlepší brankář na MS (D1|B) - 2004

### Týmové úspěchy
- Zlato na MS do 18 let (D2) - 2001
- Zlato na MSJ (D2) - 2001
- Stříbro na MSJ (D1|B) - 2003
- Člen Mistrů Slovinska - 2003
- Zlato na MS (D1|B) - 2004
- Člen Mistrů Slovinska - 2005
- Člen Mistrů Slovinska - 2006
- Člen Mistrů Slovinska - 2008

## Statistiky

### Klubové statistiky

#### Základní část
| Sezóna  | Tým                  | Liga            | Z  | V  | P  | R | MIN  | OG  | POG  | ChS  | %ChS   | ČK | G | A | TM |
| ------- | -------------------- | --------------- | -- | -- | -- | - | ---- | --- | ---- | ---- | ------ | -- | - | - | -- |
| 2000/01 | HK Acroni Jesenice   | Slovinsko       | 25 | –  | –  | – | –    | –   | –    | –    | –      | –  | 0 | 1 | 0  |
| 2000/01 | HK Acroni Jesenice   | Interliga       | 13 | –  | –  | – | –    | –   | 2.77 | –    | 86.30  | –  | 0 | 0 | 0  |
| 2001/02 | HK Acroni Jesenice   | Slovinsko       | 14 | –  | –  | – | –    | –   | –    | –    | –      | –  | 0 | 0 | 0  |
| 2001/02 | HK Acroni Jesenice   | Interliga       | 4  | –  | –  | – | –    | –   | 1.50 | –    | 68.40  | –  | 0 | 0 | 0  |
| 2002/03 | HDD Olimpija Lublaň  | Slovinsko       | 26 | –  | –  | – | –    | –   | –    | –    | –      | –  | 0 | 0 | 0  |
| 2002/03 | HDD Olimpija Lublaň  | Interliga       | 13 | –  | –  | – | 785  | 19  | 1.45 | 355  | 94.92  | 3  | 0 | 0 | 2  |
| 2003/04 | HK Acroni Jesenice   | Slovinsko       | 12 | –  | –  | – | –    | –   | –    | –    | –      | –  | 0 | 0 | 2  |
| 2003/04 | HK Acroni Jesenice   | Interliga       | 16 | –  | –  | – | –    | –   | –    | –    | –      | –  | 0 | 1 | 12 |
| 2004/05 | HK Acroni Jesenice   | Slovinsko       | 22 | –  | –  | – | –    | –   | –    | –    | –      | –  | 0 | 0 | 27 |
| 2004/05 | HK Acroni Jesenice   | Interliga       | 25 | –  | –  | – | 1113 | 22  | 1.19 | 394  | 94.71  | 6  | 0 | 1 | 12 |
| 2005/06 | HK Acroni Jesenice   | Slovinsko       | 23 | –  | –  | – | –    | –   | –    | –    | –      | –  | 0 | 0 | 14 |
| 2005/06 | HK Acroni Jesenice   | Interliga       | 17 | –  | –  | – | –    | –   | –    | –    | –      | –  | 0 | 1 | 14 |
| 2005/06 | HK Acroni Jesenice   | Continental Cup | 3  | –  | –  | – | 180  | 6   | 2.00 | 57   | 90.48  | –  | 0 | 0 | 14 |
| 2006/07 | Brynäs IF            | Allsvenskan     | 33 | –  | –  | – | 1907 | 71  | 2.23 | 710  | 90.91  | 6  | 0 | 1 | 6  |
| 2006/07 | Brynäs IF            | J20 Superelit   | 1  | 1  | 0  | 0 | 60   | 0   | 0.00 | 18   | 100.00 | 1  | 0 | 0 | 14 |
| 2007/08 | HK Acroni Jesenice   | EBEL            | 39 | 18 | 14 | 4 | 2225 | 111 | 2.99 | 1062 | 90.54  | 4  | 0 | 0 | 31 |
| 2008/09 | Mora IK              | Allsvenskan     | 32 | –  | –  | – | 1919 | 82  | 2.56 | 858  | 91.28  | 2  | 0 | 0 | 2  |
| 2009/10 | KHL Medveščak Záhřeb | EBEL            | 48 | 23 | 18 | 7 | 2732 | 152 | 3.34 | 1339 | 89.81  | 1  | 0 | 4 | 2  |
| 2010/11 | KHL Medveščak Záhřeb | EBEL            | 48 | 23 | 21 | 4 | 2844 | 133 | 2.81 | 1649 | 92.54  | 5  | 0 | 2 | 14 |

#### Play-off
| Sezóna  | Tým                  | Liga        | Z | V | P | R | MIN | OG | POG  | ChS | %ChS  | ČK | G | A | TM |
| ------- | -------------------- | ----------- | - | - | - | - | --- | -- | ---- | --- | ----- | -- | - | - | -- |
| 2006-07 | Brynäs IF            | Allsvenskan | 5 | – | – | – | 302 | 17 | 3.38 | 132 | 88.59 | 0  | 0 | 1 | 22 |
| 2007/08 | HK Acroni Jesenice   | EBEL        | 5 | 2 | 2 | 0 | 253 | 14 | 3.32 | 131 | 90.34 | 0  | 0 | 0 | 0  |
| 2007/08 | HK Acroni Jesenice   | Slovinsko   | 5 | – | – | – | 253 | 5  | 1.19 | –   | –     | –  | 0 | 0 | 0  |
| 2009/10 | KHL Medveščak Záhřeb | EBEL        | 6 | 1 | 4 | 0 | 353 | 19 | 3.23 | 192 | 91.00 | 0  | 0 | 0 | 0  |
| 2010/11 | KHL Medveščak Záhřeb | EBEL        | 5 | 1 | 3 | 1 | 303 | 19 | 3.77 | 171 | 90.00 | 0  | 0 | 0 | 0  |

### Reprezentační statistiky
| Sezóna | Tým       | Akce        | Z | V | P | R | MIN | OG | POG  | ChS | %ChS  | ČK | G | A | TM |
| ------ | --------- | ----------- | - | - | - | - | --- | -- | ---- | --- | ----- | -- | - | - | -- |
| 1999   | Slovinsko | MEJ (D1)    | 2 | – | – | – | –   | –  | 3.50 | –   | 86.30 | –  | 0 | 0 | 0  |
| 2000   | Slovinsko | MEJ (D1)    | 4 | – | – | – | 199 | 9  | 2.71 | 49  | 84.48 | 0  | 0 | 0 | 0  |
| 2000   | Slovinsko | MSJ (D-C)   | 4 | – | – | – | 239 | 13 | 3.26 | 96  | 88.07 | 0  | 0 | 0 | 0  |
| 2001   | Slovinsko | MS 18' (D2) | 4 | – | – | – | 240 | 4  | 1.00 | 93  | 95.88 | 1  | 0 | 0 | 0  |
| 2001   | Slovinsko | MSJ (D2)    | 4 | – | – | – | 240 | 7  | 1.75 | 69  | 90.79 | 1  | 0 | 0 | 0  |
| 2003   | Slovinsko | MSJ (D1)    | 3 | – | – | – | 146 | 7  | 2.88 | 78  | 91.76 | 1  | 0 | 0 | 0  |
| 2003   | Slovinsko | MS          | 1 | 0 | 1 | 0 | 60  | 7  | 7.00 | 42  | 85.71 | 0  | 0 | 0 | 0  |
| 2004   | Slovinsko | MSJ (D1)    | 4 | 4 | 0 | 0 | 220 | 4  | 1.09 | 80  | 95.24 | 1  | 0 | 0 | 0  |
| 2005   | Slovinsko | MS          | 1 | 0 | 1 | 0 | 60  | 7  | 7.00 | 31  | 81.58 | 0  | 0 | 0 | 2  |
| 2006   | Slovinsko | MS          | 6 | 2 | 4 | 0 | 346 | 22 | 3.82 | 173 | 88.72 | 0  | 0 | 0 | 0  |
| 2008   | Slovinsko | MS          | 4 | 0 | 4 | 0 | 219 | 17 | 4.66 | 160 | 90.40 | 0  | 0 | 0 | 0  |
| 2011   | Slovinsko | MS          | 5 | 1 | 4 | 0 | 383 | 15 | 3.17 | 187 | 92.57 | 0  | 0 | 0 | 0  |

Legenda
- Z - Odehrané zápasy (Zápasy)
- V - Počet vyhraných zápasů (Vítězství)
- P - Počet prohraných zápasů (Porážky)
- R/PVP - Počet remíz respektive porážek v prodloužení zápasů (Remízy/Porážky v prodloužení)
- MIN - Počet odchytaných minut (Minuty)
- OG - Počet obdržených branek (Obdržené góly)
- ČK - Počet vychytaných čistých kont (Čistá konta)
- POG - Počet obdržených branek (Počet obdržených gólů)
- G - Počet vstřelených branek (Góly)
- A - Počet přihrávek na branku (Asistence)
- ChS - Počet chycených střel (Chycené střely)
- %CHS - % chycených střel (% chycených střel)